# Liosina arenosa
Liosina arenosa är en svampdjursart som först beskrevs av Jean Vacelet och Vasseur 1971.  Liosina arenosa ingår i släktet Liosina och familjen Dictyonellidae.
Artens utbredningsområde är Madagaskar. Inga underarter finns listade i Catalogue of Life.